# Maradi (região)
Maradi é uma região do Níger com 41.796 km². Sua capital é Maradi.
Está limitada a este pela região de Zinder e a Oeste pela de Tahoua, a Norte pela região de Agadez e partilha a Sul uma fronteira comum com a República Federal da Nigéria ao longo de 150 km. 

## Departamentos
A região está sob autoridade de um Governador. Divide-se em seis (6) departamentos que são geridos por perfeitos:
- Aguie
- Dakoro
- Guidan-Roumdji
- Madarounfa
- Mayahi
- Tessaoua
- Ville de Maradi

Estes departamentos estão divididos em 6 comunas urbanas e 38 comunas rurais.